# Ахмадов Дауд Дабаєвич
Дау́д Даба́євич Ахма́дов (чеч. Ахьмадин Даби кӀант Дауд; нар. 1944, ЧІАССР, СРСР — кінець 2004, Шатойський район, Чечня) — чеченський державний, політичний і військовий діяч. Обіймав посаду міністра промисловості та енергетики в уряді ЧРІ. Під час війни керував Південним фронтом оборони ЧРІ. Найближчий соратник та спецпредставник президента ЧРІ Джохара Дудаєва. Бригадний генерал Збройних сил ЧРІ.

## Біографія
Дауд Ахмадов народився в 1944 році, в рік депортації чеченського народу  .
Учасник Першої та Другої російського-чеченської війни . Один із найвпливовіших командирів вищої ланки .
Дауд був кандидатом технічних наук (захистив у 1976 році) та спеціалістом у галузі систем управління та контролю параметрів електричних проводів нафтопромислових установок .
Був найближчим соратником і прихильником Джохара Дудаєва і з перших, хто підтримав Джохара Дудаєва. Восени 1991 року він підтримав прихильників незалежності і увійшов до найближчого оточення Джохара Дудаєва .
У 1992 році став помічником президента ЧРІ, займався наукою і вищою освітою .
У 1995 році став представником президента ЧРІ Джохара Дудаєва в штабі Ачхой-Мартановського сектору, був призначений командувачем Південного фронту Збройних сил ЧРІ . Носив звання бригадного генерала Збройних сил ЧРІ  .
Після закінчення Першої російсько-чеченської війни та виведення російських військ з території ЧРІ він був призначений начальником штабу з відновлення Ічкерії .
У вересні 1996 року став міністром промисловості та енергетики в коаліційному уряді Чеченської Республіки Ічкерія .
З осені 1998 року призначений на посаду міністра промисловості в кабінеті Аслана Масхадова .

## Книги
Російською мовою
- Зайналбек Сусуев. Чечено-российские отношения и идея чеченской государственности. Политический очерк. — Litres, 2022-05-15. — 721 с. — ISBN 978-5-04-105686-5.
- Евгений Горохов. Кровь алая – 4. С лица воду не пить. — Litres, 2022-06-30. — 417 с. — ISBN 978-5-04-450513-1.
- Евгений Горохов. Кровь алая 3: Верблюд в игольном ушке. — Litres, 2021-07-10. — 554 с. — ISBN 978-5-04-239124-8.
- Timur Muzaev. Новая Чечено-Ингушетия. — Informat︠s︡ionno-ėkspertnai︠a︡ gruppa "Panorama,", 1992. — 114 с.
- Тимур Музаев. Этнический сепаратизм в России. — Панорама, 1999. — 232 с. — ISBN 978-5-85895-053-0.
- Алла Дудаева. Миллион первый. — Ulʹtra. Kulʹtura, 2003. — 586 с. — ISBN 978-5-98042-013-0.
- I︠U︡riĭ Gori︠a︡chev. Кадровая панорама 1998 года: назначения, отставки, выборы. — Русский биографический ин-т, 1999. — 452 с. — ISBN 978-5-8132-0007-6.
- Станислав Михайлович Дмитриевский. Международный трибунал для Чечни: правовые перспективы привлечения к индивидуальной уголовной ответственности лиц, подозреваемых в совершении военных преступлений и преступлений против человечности в ходе вооруженного конфликта в Чеченской Республике. — Нижегородский фонд в поддержку толерантности, 2009. — 534 с.
- Зайнди Шахбиев. Судьба чечено-ингушского народа. — З. Шахбиев, 1996. — 508 с. — ISBN 978-5-86646-080-9.
- Тимур Музаев. Чеченский кризис--99: политическое противостояние в Ичкерии : расстановка сил, хроника, факты. — Панорама, 1999. — 192 с. — ISBN 978-5-85895-085-1.
- Николай Николаевич Гродненский. Неоконченная война: история вооруженного конфликта в Чечне. — Харвест, 2004. — 680 с. — ISBN 978-985-13-1454-2.
- Официальная и деловая Россия: справочник республик краев, областей и округов Российской Федерации 1999/2000. — Ofit︠s︡ialʹnai︠a︡ i delovai︠a︡ Rossii︠a︡,, 1999. — 770 с. — ISBN 978-5-901212-01-1.
- Дружба народов. — Гос. изд-во "Худож. лит-ра", 1996. — 1282 с.
- Rossiĭskiĭ kto estʹ kto. — Russkiĭ biograficheskiĭ institut, 1998. — 318 с.
- Василий Ставицкий. Кровавый террор. — Олма-пресс, 2001. — 488 с. — ISBN 978-5-224-01412-5.
- Чечня: "белая книга". — РЯ "Новости", 2000. — 204 с.
- Zelimkha I︠A︡ndarbi. Джихад и проблемы сoвременного мира. — Asiman, 2000. — 204 с.
- Шерип Асуев - Так это было (рос.). Процитовано 29 травня 2022.